# Oficanthon mirabilis
Oficanthon mirabilis là một loài bọ cánh cứng trong họ Bọ hung (Scarabaeidae).